# Sun ’n Fun Aerospace Expo

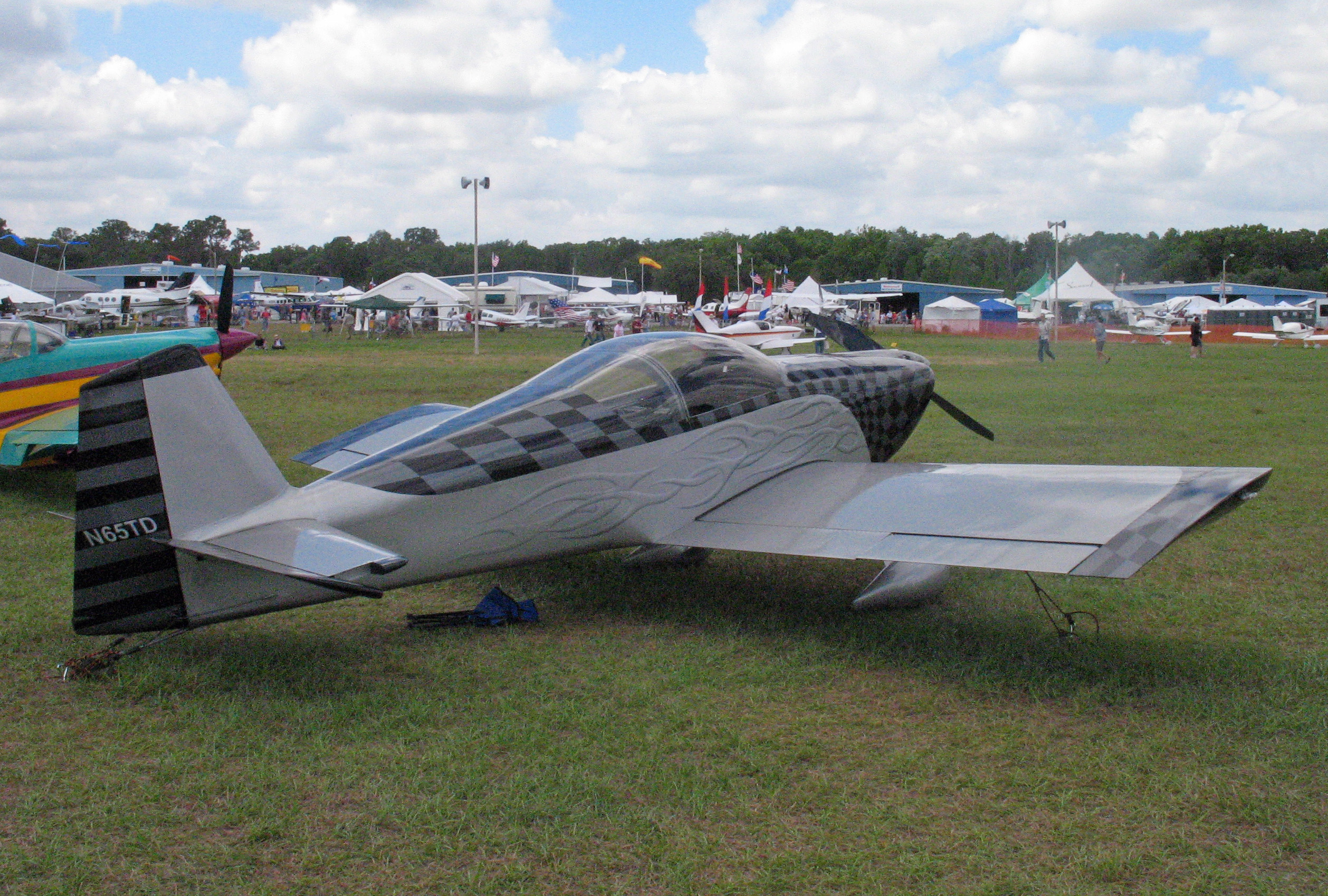
Sun ’n Fun 2007

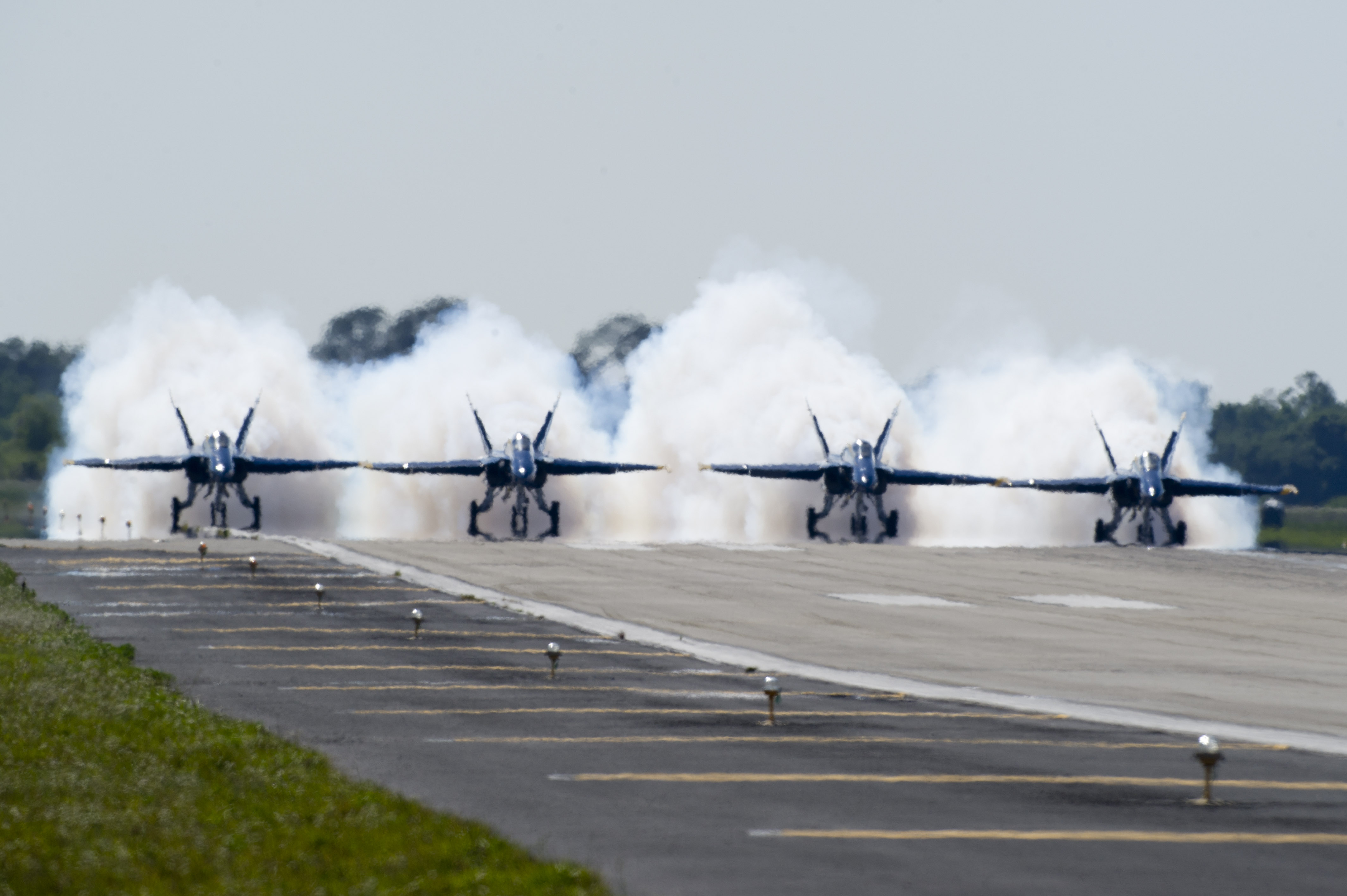
Die Blue Angels auf dem Sun ’n Fun 2011

Die Sun ’n Fun Aerospace Expo (bis 2019 Sun ’n Fun International Fly-In and Expo) ist eine Flugshow, die seit 1975 jährlich Ende März oder Anfang April für eine Woche auf dem Lakeland Linder International Airport in Lakeland, Florida stattfindet. Sie ist mit über 200.000 Besuchern und über 500 Ausstellern pro Jahr eine der größten Veranstaltungen dieser Art weltweit.

## Geschichte
Im Jahr 1974 beschloss der EAA-Ortsverband von Lakeland, ein Fly-In zu veranstalten. Diesem Vorhaben schlossen sich der Southeastern Sport Aviation Council (SESAC) und die Florida Sport Antique and Classic Aircraft Association (FSAACA) an. Die Veranstaltung fand zum ersten Mal an einem Wochenende im Januar 1975 auf dem Lakeland Municipal Airport statt und war nur Mitgliedern der EAA, des SESAC und der FSAACA zugänglich. An diesem Wochenende besuchten 1980 Gäste mit insgesamt 365 Flugzeugen das Fly-In. Die zweite Veranstaltung im Jahr 1976 dauerte bereits einer Woche, war öffentlich und lockte über 6.000 Besucher aus den Vereinigten Staaten, Kanada, Australien und den Niederlanden mit rund 1.200 Flugzeugen an. 1978 wurde das Sun ’n Fun mit über 10.000 Besuchern und über 4.000 Flugzeugen nach dem EAA AirVenture Oshkosh zum zweitgrößten Fly-In der USA. Zu seinem zwanzigsten Jubiläum im Jahr 1994 verzeichnete die Veranstaltung Besucher aus 64 Ländern und über 2.200 präsentierte Flugzeuge. Auf der Show im Jahr 2000 flog Bob Hoover seine Shrike Commander zum letzten Mal. Zwei Jahre später zeigte der Kunstflugpilot Bobby Younkin zum weltweit ersten Mal Kunstflug mit einem Learjet 23. Während des Sun ’n Fun im Jahr 2004 brach Bruce Bannon mit seiner Flyin’ Tiger vier Steigflugrekorde. Zum dreißigsten Jubiläum zählte das Sun ’n Fun über 500 gewerbliche Aussteller mit fast 5.000 präsentierten Flugzeugen. Interessierte aus 73 Ländern besuchten das Event. Am 31. März 2011 traf ein Tornado mit Windgeschwindigkeiten bis zu 150 km/h das Veranstaltungsgelände und beschädigte 40 bis 50 Flugzeuge sowie verschiedene Ausstellungszelte. Die Veranstaltung wurde am nächsten Tag wieder geöffnet. 2015 erreichte man schließlich erstmals eine Besucherzahl von über 200.000. Im Jahr 2020 musste die Veranstaltung aufgrund der weltweiten COVID-19-Pandemie zum ersten Mal abgesagt werden.

## Zwischenfälle
- Am 16. April 1996 überschlug sich die Hawker Siddeley FB-60 des Kunstflugpiloten Charlie Hillard bei der Landung. Hillard starb bei dem Unfall.[8]
- Am 5. April 2002 kollidierten eine Betts RV6A und eine Piper PA-16 beim Landeanflug. Der Pilot der Betts wurde getötet, der Pilot der PA-16 schwer verletzt.[9][10]
- Am 16. April 2007 verlor der 61-jährige Pilot einer Terrair Express beim Landeanflug die Kontrolle über seine Maschine und stürzte zunächst in einen Baum und dann auf den Boden. Das Flugzeug fing Feuer und wurde vollständig zerstört. Der Pilot und sein Passagier starben.[11]